# Harry Wyld
Pour les articles homonymes, voir Wyld.
Frederick Henry "Harry" Wyld (né le 5 juin 1900 à Mansfield et mort le 5 avril 1976 à Derby) est un coureur cycliste britannique. Il a disputé les Jeux olympiques de 1924 à Paris et de 1928 à Amsterdam et y a remporté deux médailles de bronze : la première aux 50 km en 1924 et en poursuite par équipes en 1928 en compagnie de ses deux frères Percy et Lewis et de George Southall.

## Palmarès

### Jeux olympiques
- Paris 1924
  -  Médaillé de bronze du 50 km
- Amsterdam 1928
  -  Médaillé de bronze de la poursuite par équipes

### Championnats nationaux
- Champion de Grande-Bretagne de poursuite par équipes en 1926, 1927 et 1928